# Kościół Świętej Trójcy w Osiecznej
Kościół Świętej Trójcy w Osiecznej – rzymskokatolicki kościół parafialny w mieście Osieczna. Należy do dekanatu rydzyńskiego. Mieści się przy ulicy Ojca Edwarda Frankiewicza.
Budowla w założeniu późnogotycka, trzynawowa z dwiema kaplicami i kwadratową wieżą, zbudowana 1540 z fundacji rodu Górków i poświęcona 1553. Kościół został przebudowany w 1777 w stylu barokowym (w trakcie przebudowy 1777 usunięto filary środkowe a sklepienie zastąpiono kopułą). Po pożarze odbudowany w latach 1860–1861 przez księdza proboszcza Franciszka Zająca. 

W prezbiterium częściowo zachowane pierwotne gotyckie sklepienie. Zachowały się również gotyckie filary z nawami bocznymi pod chórem muzycznym i boczne mury z wąskimi oknami. Kościół posiada dwa portrety trumienne Adama (zmarłego 1646) i Anny (zmarłej 1657) Przyjemskich. W czasie pierwszej wojny światowej, 26 lipca 1917 roku, zostały zdjęte z wieży kościoła dwa dzwony na cele wojenne. Fragmenty tych dzwonów zostały wmurowane w kruchcie kościoła.

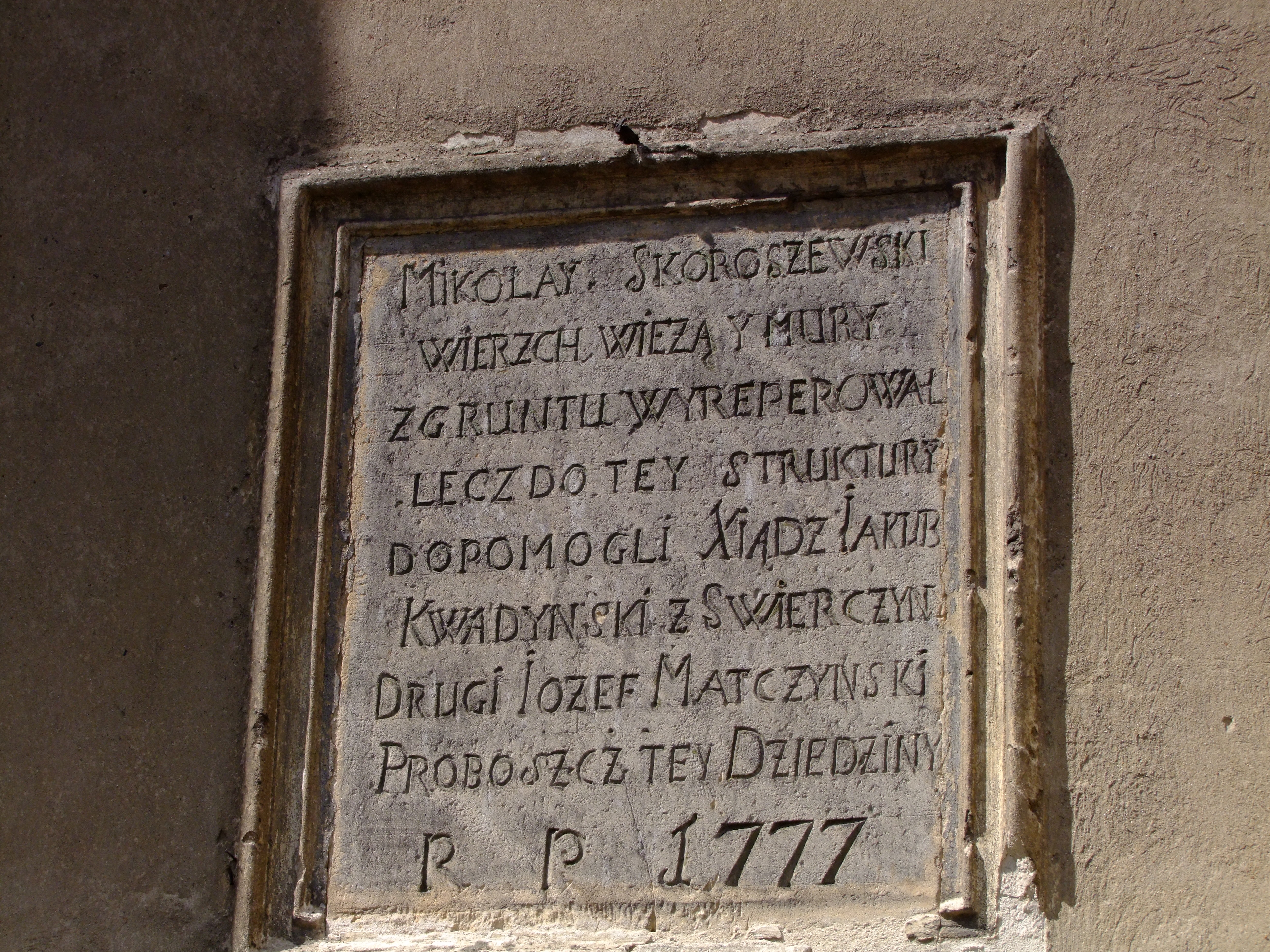
Tablica ku czci Mikołaja Skoroszewskiego z 1777 roku
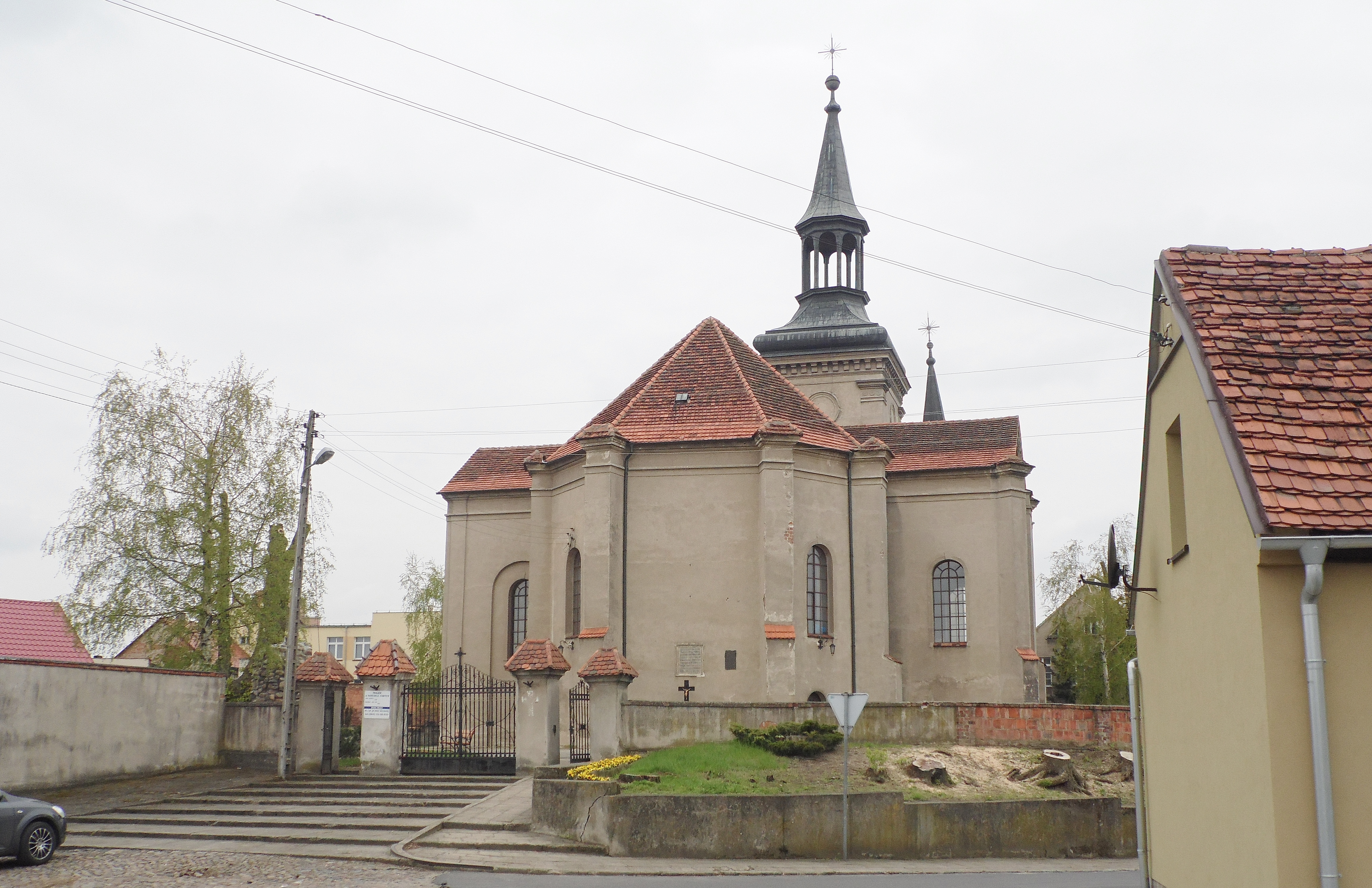
Prezbiterium
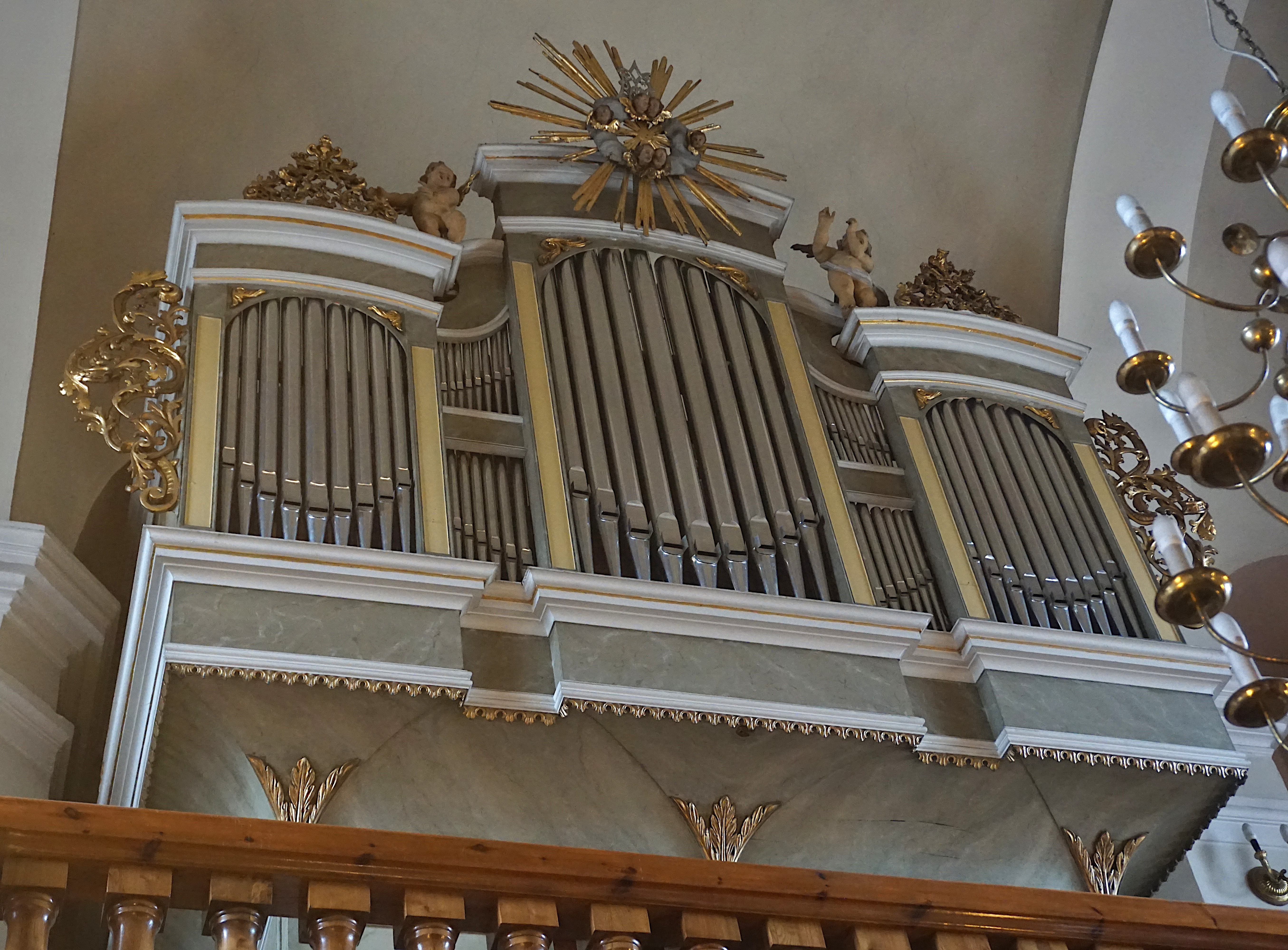
Organy
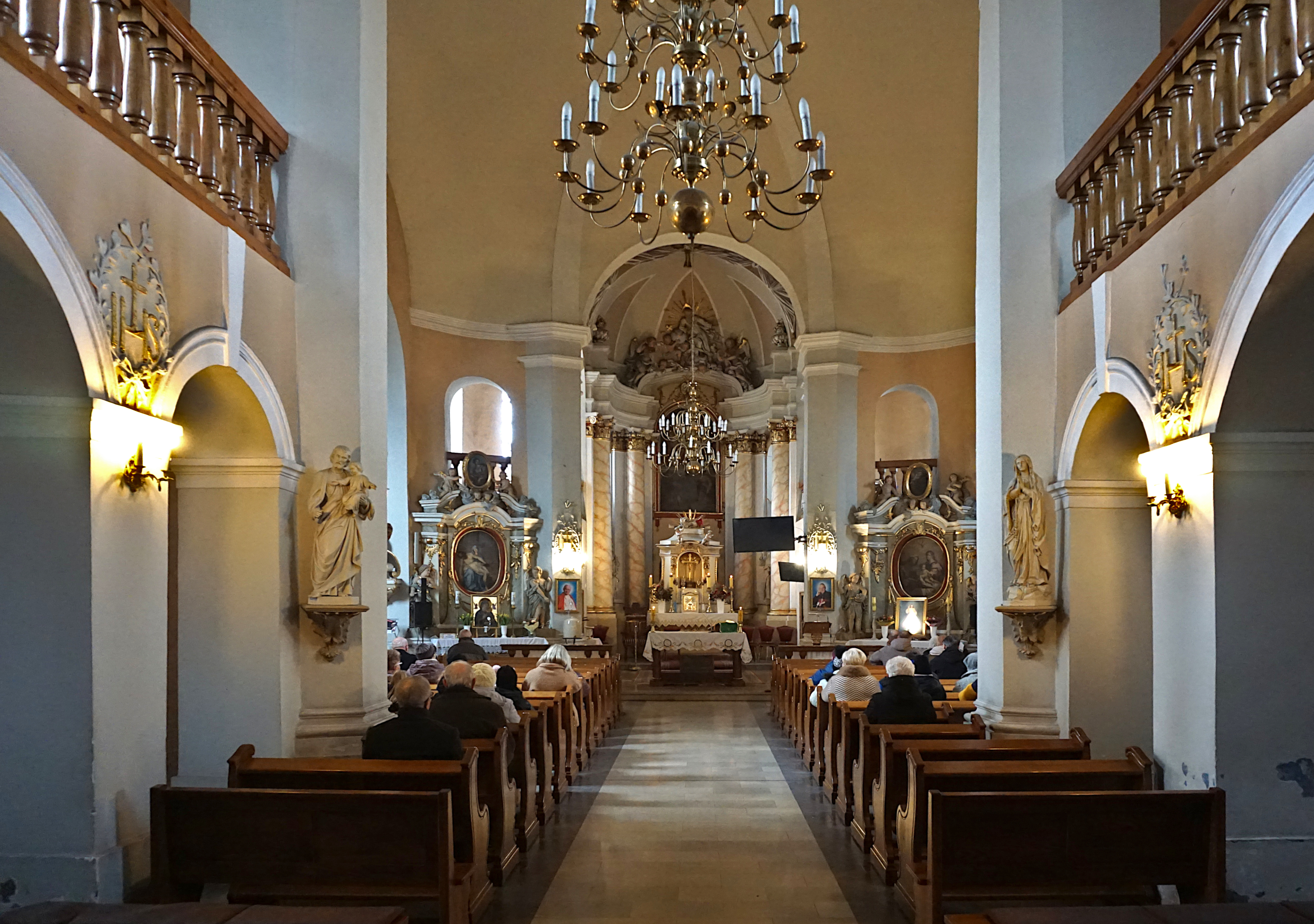
Wnętrze świątyni